# Assedio di Kakegawa
L'assedio di Kakegawa del 1569 fu una delle tante battaglie combattute dal Clan Imagawa contro diversi clan aggressori durante il Periodo Sengoku.
Imagawa Ujizane, figlio del defunto Imagawa Yoshimoto, controllava il Castello di Kakegawa nel momento in cui questo fu assediato dalle truppe di Tokugawa Ieyasu. Dopo una lunga battaglia seguirono diverse trattative ed Ujizane accettò la resa consegnando il castello, in cambio del sostegno di Ieyasu a riconquistare altri territori persi antecedentemente nella provincia di Suruga.